# 名取市立第二中学校
名取市立第二中学校（なとりしりつ だいにちゅうがっこう）は、宮城県名取市にある公立中学校。

## 概要
名取市の北部に位置する。学校の周囲には田園が広がり、大雨などで浸水することもある。
名取駅から徒歩25分程であるが、場所によっては、仙台市太白区にある南仙台駅が最寄りであることもある。

## 教育目標
- 健康、勉学、友愛[2]

## 所在地
- 宮城県名取市高舘吉田字吉合90

## 沿革
実質的な前身は高舘地区を学区とした名取市立高舘中学校で、これが名取市立増田中学校の学区の一部（小山地区を除く名取市立増田西小学校区）を引き受けて学区を東に拡張し、校舎も東に移転する形で、名取市立第二中学校が設立された。
- 1981年（昭和56年）4月、開校。
- 1990年、相互台・ゆりが丘・那智が丘団地の生徒受け入れ開始。
- 1998年4月、ゆりが丘・那智が丘全域を独立校区とし、名取市立みどり台中学校が開校。
- 2010年度より、相互台地区をみどり台中学校区へ転移。
  - ただし、2012年度までは移行期間とし、兄弟姉妹等と同じ本校に通うことを希望する場合に、本校へ入学することが可能。
- 2011年 東日本大震災で避難所が設置された。

## 学区
- 高舘小学校区全域 ※地域によっては、みどり台中学校も選択できる。
- 増田西小学校区のほぼ全域
  - 増田西小学校区の小山地区、箱塚地区は第二中学校と名取市立第一中学校が選択できる。

## 部活動
- 運動系
  - 野球
  - サッカー
  - ソフトボール（女子）
  - バドミントン
  - バスケットボール
  - 卓球
  - 剣道
  - バレーボール（女子）
  - ソフトテニス
- 文化系
  - 吹奏楽
  - 美術
  - 科学
  - 放送